# Rapporto Leuchter
Il Rapporto Leuchter è un documento pseudoscientifico scritto dall'americano Fred A. Leuchter  nel 1988 come parte della difesa dell'editore neonazista Ernst Zündel davanti a un tribunale canadese. Scrisse questo rapporto a pagamento sotto la guida del negazionista francese Robert Faurisson, dopo aver visitato le camere a gas di Auschwitz e Majdanek, cercando di dimostrare la presunta "impossibilità tecnica" dell'Olocausto.
Leuchter non fu accettato come perito durante il processo, non avendo né i diplomi né il titolo di ingegnere che gli avrebbero permesso di esprimersi come tale. Risultò inoltre che non aveva una vera esperienza professionale nella costruzione di camere a gas e fu perseguito anche per aver abusato del titolo di ingegnere.
Il contenuto della sua relazione fu confutato su tutti i fronti: la sua analisi e le conclusioni sui residui lasciati dall'uso dello Zyklon B ad Auschwitz furono contraddette da uno studio pubblicato nel 1994 dall'Istituto di ricerca forense di Cracovia. Le sue considerazioni tecnico-storiche sulla presunta "impossibilità tecnica" del funzionamento delle camere a gas di Auschwitz e Majdanek furono confutate in particolare dal farmacista Jean-Claude Pressac e anche in occasione della sentenza resa nell'aprile del 2000 contro il negazionista inglese David Irving nel processo per diffamazione intentato contro la storica Deborah Lipstadt.
Questo rapporto, anche se screditato, è ancora ampiamente diffuso nei circoli negazionisti dell'Olocausto.

## Contesto storico
Ernst Zündel, scrittore di pamphlet ed editore tedesco neonazista residente in Canada, fu processato nel 1985 per aver pubblicato l'opuscolo negazionista dell'Olocausto «Did Six Million Really Die ?» di Richard Verrall, membro del British National Front, sotto lo pseudonimo di Richard E. Harwood. Fu accusato di aver violato le leggi canadesi sulla diffusione di notizie false, per questo fu inizialmente condannato prima che tale condanna fosse annullata in appello per violazione della libertà di espressione. Fu proprio durante questi processi che diverse accuse di negazione dell'Olocausto, successivamente raccolte in un rapporto, furono sollevate dall'imputato e dai suoi difensori.
Durante questi processi, Zündel e i suoi avvocati furono raggiunti da Robert Faurisson, un negazionista francese, arrivato a Toronto per consigliare la difesa. Fu supportato anche da David Irving, uno scrittore negazionista inglese, chiamato anche lui come testimone. Citato come "esperto", Faurisson affermò in particolare, sulla base dei confronti con le camere a gas americane, che fu tecnicamente e fisicamente "impossibile" che le camere a gas di Auschwitz fossero progettate per lo sterminio di massa. Suggerì quindi di chiamare a testimoniare una guardia carceraria americana che aveva partecipato alle esecuzioni con il gas.
Fu con questa intenzione che Faurisson e Irving invitarono Bill Armontrout, direttore del penitenziario statale del Missouri, che a sua volta suggerì di contattare Fred A. Leuchter, un progettista di apparecchiature per le prestazioni mediche a Boston. Faurisson riferisce che Leuchter si è detto convinto, dopo due giorni di discussioni, che lo sterminio di massa con il gas non sia mai esistito.
Dopo aver incontrato Zündel a Toronto, e aver accettato di comparire come perito durante il processo, Leuchter trascorse una settimana in Polonia nel febbraio 1988, accompagnato dalla moglie, da un disegnatore, da un regista (cercato da Zündel) e da un traduttore. Sebbene Zündel e Faurisson non li abbiano accompagnati in questo viaggio, Leuchter affermò di sentire la loro presenza "ad ogni passo del cammino".
In Polonia, il gruppo trascorse tre giorni nel campo di Auschwitz prima di visitare Majdanek. In particolare, Leuchter fu filmato in questi ex campi mentre raccoglieva illecitamente quelli che crede essere campioni di prove forensi, ossia detriti dalle vecchie strutture di sterminio del gas, mentre sua moglie e il traduttore osservavano la presenza di una guardia di sicurezza.
I disegni che rappresentano il luogo in cui sono stati prelevati i 30 campioni, così come il taccuino di Leuchter che dettaglia i suoi esperimenti, furono presentati come prove del processo di primo grado. Leuchter affermò che le sue conclusioni si basarono sulla sua vasta conoscenza delle camere a gas, sulla sua ispezione visiva di ciò che restava delle strutture di Auschwitz e sui loro disegni originali, nonché su alcuni piani forniti, secondo lui, da funzionari del Museo di Auschwitz.

## Rapporto
La relazione, preparata a pagamento, fu pubblicata sotto diversi nomi:
- The Leuchter Report: Un rapporto di ingegneria sulle presunte camere a gas di Auschwitz, Birkenau e Majdanek, Polonia (Samisdat Publishing - casa editrice di Ernst Zündel)
- Auschwitz: La fine della linea. The Leuchter Report: The First Forensic Examination of Auschwitz (Focal Point Publications - casa editrice di David Irving).[15]

La corte accettò il rapporto come prova ma non come prova diretta. Leuchter dovette quindi spiegarlo e anche prestare giuramento sulla veridicità delle sue conclusioni.
Prima di prestare giuramento, fu però interrogato dal tribunale. Molto rapidamente, si è scoperto che Leuchter non aveva tutte le qualifiche richieste. Ha ammesso di non essere un tossicologo. Ha anche messo in dubbio la necessità di una laurea in ingegneria, come mostra il dialogo seguente:
IL TESTE: "Vostro Onore, vorrei chiederle, cos'è una laurea in ingegneria? Ho un baccellierato, ho quindi la formazione di base necessaria e l'esperienza pratica sul campo per svolgere il mio ruolo di ingegnere."
LA CORTE: "Chi lo determina? Lei stesso?"
— Scambio tra Leuchter e il giudice Thomas, "Sua Maestà la Regina contro Ernst Zündel", Ontario District Court 1988, p. 8973 ( pag.  164 ). »»
Le capacità ingegneristiche di Leuchter furono messe in discussione durante il processo. Egli stesso ha ammesso sotto giuramento di avere solo una laurea in arti. Suggerì quindi di verificare la disponibilità del corso di laurea in ingegneria presso la sua università all'epoca. In realtà, quando Leuchter era ancora studente, l'Università di Boston offriva comunque tre tipi di diplomi corrispondenti alla qualifica di ingegnere.
Inoltre, Leuchter affermò di aver ottenuto la maggior parte dei documenti su cui si basavano le sue conclusioni, compresi i piani originali per i crematori, dagli Archivi dei campi di Auschwitz e Majdanek. Ha affermato che questi piani erano di fondamentale importanza nel formulare le sue conclusioni, molto più dei campioni che ha raccolto lui stesso. Secondo il direttore del museo di Auschwitz, intervenuto dopo il processo, Leuchter non poteva aver ricevuto questi progetti, e quindi non poté dimostrare l'esperienza nel campo delle camere a gas.
Infine, durante il processo fu criticata anche la metodologia di ricerca utilizzata da Leuchter. Il giudice Ronald Thomas lo ha persino definito "ridicolo" e "assurdo". Molte delle conclusioni del rapporto furono respinte in quanto basate su "informazioni di seconda mano". Le sue affermazioni sugli effetti dello Zyklon B sull'uomo furono ritenute inammissibili perché Leuchter, non essendo né un tossicologo né un chimico, non aveva mai lavorato con questa sostanza.
Il giudice Thomas ha quindi squalificato le conclusioni di Leuchter, come mostra questa citazione: 
— Thomas J., "Sua Maestà la Regina v. Ernst Zündel" , Ontario District Court 1988, p.  9049-9050 ( pag.  166 ).»
 Sul funzionamento dei forni crematori, il giudice ha anche rifiutato di sentire Leuchter perché "non ha esperienza".
Separatamente, durante il processo, Leuchter ha dichiarato che erano in corso consultazioni con la società chimico-industriale DuPont in merito alle analisi di campioni contenenti cianuro di sodio e acido cianidrico. La DuPont Company, il più grande produttore americano di acido cianidrico, da parte sua ha dichiarato di "non aver mai fornito informazioni [...] a persone che si presentavano come negazioniste, compreso Fred Leuchter" e di "non aver mai fornito informazioni sull'uso del cianuro ad Auschwitz, Birkenau o Majdanek".
Leuchter fu processato dopo il processo per aver abusato del titolo di ingegnere.

## Accuse e critiche
Il contenuto della relazione, in particolare la metodologia utilizzata da Leuchter, fu pesantemente criticato. Durante il processo prestò giuramento anche James Roth, il direttore del laboratorio che ha effettuato le analisi sui campioni raccolti da Leuchter. Gli obiettivi di questo processo gli furono rivelati solo al termine della sua testimonianza. La prima conclusione di Roth fu che il cianuro è stato in grado di penetrare solo fino a una profondità di circa 10 micrometri, ovvero un decimo dello spessore di un capello umano. Questo elemento potrebbe quindi rafforzare a priori le idee difese dall'imputato, che cercò di dimostrare l'inesistenza dello sterminio di massa attraverso un processo sistematico di gasazione in locali preparati allo scopo.
In realtà, i campioni di mattoni, malta e cemento prelevati da Leuchter erano tutti di spessore indeterminato. Il laboratorio, non essendo a conoscenza di questo elemento, ha macinato ciascuno dei campioni in una polvere fine. Lo strato contenente cianuro è stato quindi miscelato con una quantità indeterminata di mattoni, malta o cemento. Le analisi sono state quindi distorte. Un'analisi più precisa sarebbe stata ottenuta analizzando solo la superficie dei campioni prelevati da Leuchter. Roth ha affermato che il suo studio era paragonabile all'analisi di un murale che si farebbe analizzando il legno dietro il muro.
A parte le reazioni al termine del processo, le conclusioni storiche e tecniche del rapporto Leuchter furono respinte dal chimico Jean-Claude Pressac, in particolare sulla "impossibilità", secondo Leuchter, di far funzionare le camere a gas allora esistenti ad Auschwitz e Majdanek. La sentenza pronunciata nel 2000 contro David Irving fu anche l'occasione per ricordare la natura pseudo-scientifica del rapporto.

### Il blu di Prussia
Secondo Leuchter, l'impossibilità dello sterminio a gas ad Auschwitz si basa sull'analisi dei residui di cianuro trovati nelle camere di sterminio e nelle camere di disinfezione di Auschwitz. Secondo lui, mentre entrambi i tipi di struttura sono stati esposti alla stessa sostanza, cioè lo Zyklon B, molte camere di disinfezione sono macchiate con un componente a base di ferro noto come blu di Prussia. D'altra parte, sempre secondo Leuchter, questo componente non compare nelle camere a gas usate per lo sterminio.
Inoltre, secondo i campioni da lui stesso analizzati, Leuchter afferma di aver rilevato una maggiore quantità di prodotti tossici nelle camere di disinfezione rispetto alle camere a gas, concludendo quindi che le quantità rinvenute nelle camere di sterminio fossero insufficienti per uccidere gli uomini. Questo argomento è spesso citato dai negazionisti dell'Olocausto, e affermazioni simili furono esposte anche da Germar Rudolf.

Come spiega il Dr. Richard J. Green: 
In altre parole, secondo Green, nel ragionamento di Leuchter manca un elemento importante: sottolinea di non aver dimostrato che il blu di Prussia fosse una sostanza che dovrebbe apparire necessariamente nelle camere per lo sterminio a gas. La sua assenza non è quindi di per sé la prova che non sarebbe avvenuto alcuno sterminio con il gas.
In effetti, l'esposizione al cianuro è solo uno dei numerosi fattori coinvolti nella formazione del blu di Prussia. Inoltre, la differenza tra le quantità misurate nelle camere di disinfezione e nelle camere di sterminio tende a dimostrare l'esatto contrario di quanto affermano i negazionisti dell'Olocausto. Gli insetti, infatti, hanno una resistenza al cianuro molto più elevata, sopportando livelli di concentrazione fino a 16000 ppm e un tempo di esposizione di oltre 20 ore (anche fino a 72 ore) prima di soccombere. Questo, mentre una concentrazione di cianuro di sole 300 ppm è, in una ventina di minuti, fatale per l'uomo. Questa differenza tra umani e insetti è una delle ragioni delle disuguaglianze di concentrazione riscontrate nei due tipi di camere, una per uccidere gli esseri umani, l'altra per gli insetti.
Un altro importante fattore coinvolto nella formazione del blu di Prussia è il pH. C'è da dire che questo fattore, particolarmente sensibile, risente della mera presenza degli esseri umani. È importante notare che le rovine dei crematori di Birkenau sono state esposte alle intemperie per più di quarant'anni prima che Leuchter si recasse a raccogliere i suoi campioni, mentre al contrario le camere di disinfezione rimasero intatte. Ciò influenzò notevolmente i risultati delle analisi perché, a differenza del blu di Prussia e di altri cianuri a base di ferro, i sali di cianuro sono molto solubili in acqua. Pertanto, l'assenza del blu di Prussia non è un elemento che possa dimostrare che non vi sia stato sterminio mediante gasazione.
In conclusione, poiché la formazione del blu di Prussia non è una prova definitiva dell'esposizione al cianuro, non rappresenta un indicatore affidabile. Leuchter e Rudolf affermano di aver scoperto più cianuro nelle camere di disinfezione rispetto alle camere a gas, ma i loro esperimenti erano alienati per aver usato un indicatore inaffidabile.

### L'inchiesta supplementare polacca
Nel febbraio 1990, il professor Jan Markiewicz, direttore dell'Istituto per la ricerca forense di Cracovia, ha condotto lo stesso esperimento escludendo tutti i composti del ferro. È improbabile che le rovine delle camere a gas di Birkenau, che sono state lavate con almeno 35 metri d'acqua in base ai dati meteorologici dal 1945, contengano tracce di cianuro: nonostante ciò, Markiewicz e il suo team, avendo avuto legalmente il permesso di raccogliere dei campioni, li cercarono vicino ad aree il più possibile riparate dalle intemperie.
L'Istituto per la ricerca forense di Cracovia ha dimostrato che le tracce di cianuro erano presenti in tutte le strutture dove si dice siano state esposte, vale a dire i cinque crematori, persino le cantine del blocco 11 e gli impianti per la disinfezione. L'indagine smentisce poi le conclusioni di Leuchter su questo argomento.

## Filmografia
- Mr. Death: The Rise and Fall of Fred A. Leuchter, Jr., regia di Errol Morris - documentario (1999)

### Testi
- Valérie Igounet, Histoire du négationnisme en France, Paris, Éditions du Seuil, 2000, ISBN 978-2-02-035492-9.
- (FR) Valérie Igounet, Robert Faurisson. Portrait d'un négationniste, Paris, Éditions Denoël, 2012, ISBN 978-2-207-25998-6.
- (EN) Deborah Lipstadt, Denying the Holocaust - the growing assault on truth and memory, Penguin Book, 1994, ISBN 0-14-024157-4.
- (EN) Shelly Shapiro, Truth prevails : demolishing holocaust denial : the end of "The Leuchter Report", The Beate Klarsfeld Foundation and Holocaust Survivors & Friends in Pursuit of Justice, 1990, ISBN 978-1-879437-00-5.
- (EN) Robert Jan van Pelt, The Case for Auschwitz - Evidence from the Irving Trial, Bloomington, Indiana University Press, 2002, ISBN 978-0-253-34016-0.

### Pubblicazioni
- (EN) Christopher B. Daly, Holocaust Revisionist Admits He Is Not Engineer, in The Washington Post, 18 giugno 1991. URL consultato il 2 aprile 2022 (archiviato dall'url originale il 22 dicembre 2019).
- Jan Markiewicz, Wojciech Gubala e Jerzy Labedz, Etude du contenu des composés du cyanure dans les murs des chambres a gaz des anciens camps de concentration d'Auschwitz et de Birkenau, in Z Zagadnien Nauk Sadowych / Problems of Forensic Science, vol. 30, Pratique de l’Histoire et Dévoiements Négationnistes, 1994.
- Jean-Claude Pressac, Les carences et incohérences du « Rapport Leuchter », in Jour J, la lettre télégraphique juive, Pratique de l’Histoire et Dévoiements Négationnistes, 12 dicembre 1988,  pp. 487-511.

### Web
- (EN) Consent Agreement Between Fred A. Leuchter and the Board of Registration of Professional Engineers and Land Surveyors, su holocaust-history.org.
- Charles Gray, The Leuchter report Irving v. Lipstadt, Judgement, su hdot.org, Emory University, 2000.
- Kenneth N. McVay, Le Rapport Leuchter : une FAQ, su nizkor.org, Pratique de l’Histoire et Dévoiements Négationnistes, 1998.
- Harry W. Mazal, A Documented Analysis of the Speech given by Fred A. Leuchter on November 10, 1991, su holocaust-history.org.
- (EN) Rapport polonais sur les composés cyanurés, Auschwitz-Birkenau, su nizkor.org, Institut médico-légal de Cracovie, 1996. URL consultato il 2 aprile 2022 (archiviato dall'url originale il 21 maggio 2018).
- Robert Jan van Pelt, The Van Pelt Report: Electronic Edition - Irving v. Lipstadt, Defense Documents, su hdot.org, Emory University.